# 臺北市立聯合醫院松德院區
臺北市立聯合醫院松德院區，前身為臺北市立療養院，又名臺北市精神醫學中心（英文：Taipei City Psychiatric Center），是位於信義區的臺北市立聯合醫院的院區，為精神科專科醫院。

## 簡介
松德院區是台灣最新設立之精神科專科醫院，民間一般稱為「松山療養院」或「北市療」、「市療」，院區一帶原是瑠公圳管理的埤塘「蝴蝶陂」。成立於1969年4月15日，位於臺北市信義區松德路309號，鄰近台北101及象山自然步道。
該院區獲得中華民國教育部及衛生福利部認定之精神科專科教學醫院，亦是臺北市政府衛生局所屬唯一與心理衛生及精神醫療有關之精神科專科醫院，也是全國精神醫療網台北地區之核心醫院。與其他療養院不同之處在於以急性病房與社區復建為主。2005年1月1日，臺北市政府所屬各市立醫院整併後，改制於臺北市立聯合醫院所屬之松德院區。
松德院區主要臨床診療科別有成人精神科、成癮防治科、兒童青少年精神科、心身醫學科（包括一般內科、神經內科及牙科）、與社區精神科（提供24小時急診、社區緊急醫療、居家治療、精神醫療網、臺北市社區心理衛生中心附設夜間門診等服務）。也設有臺北市自殺防治研究發展中心、臺北市憂鬱症共同照護網、社區復健中心（文山、草山、心湖及福中等四個社區職能工作坊）及新近發展的臺北市十二區健康服務中心社區心理諮商服務及臺北市立聯合醫院各院區自費心理諮商門診等，是臺北市內最專門且涵蓋面完整，專責處理心理疾患與精神醫療方面的精神科專科醫院。
松德院區目前也是台灣規模最大的精神科專科訓練醫院，精神科專科醫師近35名，住院醫師20餘位。研究小組包括成癮科學研究室、神經生物精神醫學研究室、精神病理研究室、社區精神醫療研究室、心理治療與精神分析研究室。於國內外期刊論文發表，又稱為臺北市精神醫學中心（Taipei City Psychiatric Center）。

## 組織

### 管理階層
- 總院長
- 院區院長
- 醫療及教研副院長
- 行政副院長

### 幕僚會議及委員會
- 院務會議
- 醫務會議
- 醫療品質暨病人安全委員會
- 醫學教育委員會
- 醫學倫理委員會
- 感染管制委員會
- 藥事委員會
- 醫療爭議審議委員會
- 職業安全衛生委員會
- 病歷管理委員會
- 復健職能作業專款管理暨病人工作費執行委員會

### 業務單位
- 醫療科室
  - 一般精神科
    - 精神科急/慢性住院
    - 心理治療
    - 教學研究訓練（教研科）

  - 兒童青少年精神科
    - 早期療育
    - 校園心理衛生

  - 心身醫學科
    - 照會精神醫學
    - 感染控制
    - 心理健檢

  - 成癮防治科
    - 物質成癮
    - 司法相關業務

  - 社區精神科
    - 精神科急診
    - 精神科慢性住院與復健
    - 自殺防治研究發展
    - 區域精神醫療網
    - 附設精神科門診（社區心理衛生中心）
- 醫事科室
  - 護理科
    - 社區精神病患醫療服務

  - 職能治療科
    - 社區精神復健

  - 臨床心理科
    - 性侵害加害人處遇
    - 社區心理諮商

  - 社工科
    - 家庭暴力加害人處遇
    - 性侵害加害人處遇
    - 家屬團體及座談會

  - 藥劑科
    - 社區及就醫民眾藥事照護

  - 營養科
    - 健康飲食新文化

  - 檢驗科
    - 檢驗室品質品管
- 行政中心
  - 企劃課
  - 醫療事務課
  - 工務課
  - 職業安全衛生課
  - 總務課
  - 人事組
  - 資訊組

## 歷史
- 1969年4月，葉英堃自臺大醫院借調，設立臺北市立療養院，並擔任首位院長[1]。
- 1970年，開辦住院業務，開放病床60床。
- 1977年，第一棟醫療大樓落成啟用，病床增至200床。
- 1978年，開辦精神病患日間留院業務。
- 1979年，開辦精神病患「康復之家」，為全台首創。
- 1980年，從臺北市政府衛生局接辦臺北市社區心理衛生中心業務。
- 1981年，成立「電腦中心」，同年教育部評鑑合格，為全台首家精神科教學醫院。
- 1984年，行政院國家科學委員會資助本院成立「生物精神醫學實驗室」。
- 1985年，行政院衛生署全國公私立精神醫療院所評鑑，本院為「特優」醫院。
- 1986年，衛生署核定本院為全國精神醫療網臺北地區核心醫院。
- 1989年，第二棟醫療大樓落成，病床增至320床，同年借用廣州街仁濟院開辦首家社區職能工作坊。
- 1990年，葉英堃院長退休，由簡錦標接任。
- 1991年，開辦木柵安康社區心理衛生中心門診，同年開辦精神科急診業務，為全台首家24小時精神科急診服務。
- 1993年，臺北市立煙毒勒戒所併入本院，並成立成癮防治科。
- 1994年，開辦第二家社區職能工作坊及二家「康復之家」。
- 1995年，簡錦標院長離職，胡維恆接任院長。
- 1996年，開辦文山社區復健中心。
- 1997年，成立「精神衛生促進委員會」，編撰「廿一世紀臺北市精神衛生白皮書」。
- 1998年，第二院區醫療暨復健大樓改建完工，病床增至500床。
- 1999年，開辦老人精神科病床27床，同年開辦草山社區復健中心。
- 2000年，接受臺北市政府衛生局委託，規劃開辦「臺北市社區心理衛生中心」，同年開辦心湖社區工作坊。
- 2001年，文山社區復健中心完成立案，同年加入醫療品質策進會「臺灣醫療品質指標(TQIP)-精神科照護指標」。
- 2002年，心湖社區復健中心完成立案。
- 2003年，開辦「臺北市社區心理衛生中心」附設門診部（臺北市金山南路一段5號），為一公營診所，提供夜間門診、兒少門診、個別心理治療、團體心理治療以及自費心理諮商門診，同年草山社區復健中心完成立案，並榮獲衛生署精神復健機構評鑑評定全國第一；之後胡維恆院長轉任顧問醫師，由李明濱接任院長。
- 2004年，精神科日間留院、精神科慢性病床擴床，全院病床登記規模達急性一般病床18床、精神科急性病床419床、精神科慢性病床291床，精神科日間留院300床，同年與財團法人國家衛生研究院簽訂學術合作契約，共同成立精神疾病與藥物濫用研究中心（位於第二院區五樓），由國衛院林克明教授領導的研究團隊與本院主治醫師群共同進行精神疾病的相關研究。
- 2005年1月1日，為配合北市衛生局組織修編及市立醫療院所整合，更名為松德院區，同年李明濱院長借調期滿，返回臺大醫院，陳喬琪教授接任院長，之後接受臺北市政府衛生局委託，辦理臺北市健康服務中心社區心理諮商服務。
- 2009年，於第五院區成立思想起心理治療中心。
- 2011年9月15日，龍應台的胞弟龍佛衛教授接任院長。
- 2011年11月30日，壹週刊爆料，龍佛衛在11月開診時竟用針頭對病人用中醫放血導致血濺診間，直到聯合醫院院長得知後已要求龍佛衛停診。
- 2012年，草山社區復健中心榮獲SNQ國家品質標章。
- 2015年9月16日, 龍佛衛離職, 楊添圍醫師接任院長。
- 2016年1月，開始籌設臺北市第一家公立精神護理之家，以因應精神醫療與神經精神認知之疾患長期照護之需求。

## 院區概要
- 因四的禁忌，松德院區無第四院區。另一種說法是，第四院區為週邊的所有綠地的統稱。

### 第一院區
醫療暨行政大樓主要之臨床醫療科別、行政醫務科室、行政支援單位及住院病房皆位於本大樓；此外，第一院區並設有職能治療科、物理治療室、生物精神醫學研究室、自殺防治中心、檢驗科、腦波心電圖室、肌電圖室、放射線室、多功能腦波研究室、二個會議室、二個講堂、體能中心、醫師研究室、圖書室、復健實習商店等。
臨床醫療包括門診部、精神科急診部、精神科加護病房（ICU）、一般精神科急性病房、藥酒癮戒治病房、兒童青少年急性病房、復健病房、老人神經精神急性病房、一般內科病房、開放式急性病房（又稱精神官能症病房）。

### 第二院區
醫療暨精神復健大樓，因應台北市對精神醫療社區化之需求，以醫療復健偕同職能治療，幫助精神疾病重症患者重返社會。設有積極復健病房、慢性復健病房、成人日間留院、職能治療場所、體能活動場、第三講堂等設施。

### 第三院區
青少年精神醫療中心，又稱「又一村」，為青少年日間留院機構，設有會談室、團體活動室、電腦教室、音樂教室、木板教室。

### 第五院區
成癮科學行政與研究中心。
另外因應台灣社會發展，思想起心理治療中心於2009年成立。

## 外部連結
- 官方网站